# 藤原行長
藤原 行長（ふじわら の ゆきなが）は、鎌倉時代初期の公家・歌人。藤原北家勧修寺流、左大弁・藤原行隆の子。中山行長とも。官位は従五位下・下野守、蔵人。関白・九条兼実の家司でもあった。

## 経歴
元久2年（1205年）の『元久詩歌合』に出詠するなど、漢詩文にすぐれていた。
兼好法師が「後鳥羽院の御時、信濃前司行長稽古の譽ありけるが（中略）この行長入道平家物語を作りて、生佛といひける盲目に教へて語らせけり」（『徒然草』226段）と記しているが、この「信濃前司行長」が藤原行長であるとする説がある。しかし藤原行長は信濃守となっていないため、行長を『平家物語』の作者とする説においては、この部分の記述を「下野前司行長」の誤りとする。
また、父・行隆が法然と関係の深い重源が勧進した東大寺盧舎那仏像再建の造仏長官に任ぜられており、行長が仕えていた九条兼実は法然に帰依しており、さらに異母弟の信空は法然の弟子であった。このような関係性から、作品に底流する情緒的な浄土思想が特徴の『平家物語』は行長によって書かれたのではないか、と推測する説もある。